# Trichocyclus gnalooma
Trichocyclus gnalooma is een spinnensoort uit de familie trilspinnen (Pholcidae). De soort komt voor in West-Australië.